# Йоан Дебърски
Йоан Дебърски е български духовник, първият предстоятел (между 1018/19 и 1037 г.) на Охридската архиепископия. Според някои изследователи, той е последният патриарх до падането на българската държава под византийска власт - Давид Български.

## Биография
Според Дюканжовия списък Йоан Дебърски е роден в селото Агноандика, чието местоположение е неизвестно, но се предполага, че се е намирало в областта Дебър. Той е българин по народност и до заемането на архиепископския трон е игумен на манастира „Света Богородица“ в Дебър.
Сърджан Пириватрич привежда доводи за това, че Йоан е бил български патриарх още преди византийското завоевание от 1018 г. и сочи, че именно Йоан вероятно е поръчал житието на св. Антоний Велики да се преведе на славянски език.
Според Генадий Литаврин, Иван Снегаров и други историци, непосредствено след падането на Охрид през 1018 година Йоан Дебърски е избран от местния синод за патриарх и е утвърден от император Василий II. Императорът запазва автокефалността на Българската православна църква, но неканонично я понижава в ранг от патриаршия в архиепископия.
Сведенията за дейността на Йоан като архиепископ са оскъдни. Успява да издейства от Василий II три грамоти в периода 1019-1020 г. Те се отнасят до епархиите на археопископа, правата на археопископа и епископите. Той остава на престола до смъртта си, за която се предполага, че е настъпила около 1037 година. (За това говори бележка в т. нар. Виенски ръкопис на хрониката на Йоан Скилица, според която той е починал при управлението на Михаил IV Пафлагонски (1034—1041).

## Памет
На патриарх Йоан Дебърски е наречена улица в квартал „Драгалевци“ в София (Карта).